# Gossip (Måneskin)
Gossip è un singolo del gruppo musicale italiano Måneskin, pubblicato il 13 gennaio 2023 come quinto estratto dal loro terzo album in studio Rush!.

## Descrizione
Il brano ha visto la partecipazione del chitarrista statunitense Tom Morello. A proposito della collaborazione, il frontman Damiano David ha raccontato:
Il batterista Ethan Torchio ha affermato che la collaborazione «ha portato un po' di Rage nei Måneskin», mentre il chitarrista Thomas Raggi ha aggiunto che lavorare con Tom «è stato un sogno che diventa realtà». Infine la bassista Victoria De Angelis ha definito il processo di stesura della musica, affermando che «la canzone nasce da un riff che Thomas ha scritto tempo fa e che abbiamo tenuto nel cassetto, ma su cui abbiamo continuato a lavorare. Poi il grande Tom Morello si è unito a noi e ha portato quel tocco in più».
Dal punto di vista del testo, la critica specializzata italiana ha evidenziato che Gossip rappresenta una «critica alla vacuità del bel mondo dei gossip americano» e in particolar modo della città di Los Angeles, che secondo Rolling Stone Italia non rappresenta «la città degli angeli» bensì quella «delle bugie dove "ogni cosa ha un prezzo" e "puoi diventare una star del cinema". Puoi avere tutto, "basta che ti fai la faccia di plastica"». In particolar modo, Mario Manca di Vanity Fair ha spiegato che il gruppo canta contro «il gossip e le sue insidie» poiché «rovina la vita delle persone note inventando notizie e alimentando sospetto e paura».

## Accoglienza
Il brano è stato accolto positivamente dalla critica specializzata internazionale, apprezzando l'intervento strumentale di Morello e dell'orientamento a sonorità hard rock. Will Richards di NME definisce le sonorità del brano «rock'n'roll con chitarre ruvide e un ritmo incalzante»; similmente Abby Jones di Consequence scrive che le sonorità sono in continuità con il «rock orecchiabile e ballabile» del gruppo, definendo l'assolo di Morello «enfatico».
Contrariamente Valerio D'Onofrio di Ondarock rimane poco colpito dalla presenza di Morello, ridotta a «un assolo di pochi secondi».

## Video musicale
Il video, diretto da Tommaso Ottomano, è stato reso disponibile contestualmente all'uscita del singolo attraverso il canale YouTube del gruppo. Esso mostra il quartetto eseguire il brano in un corridoio di un ufficio, protetti da una parete in vetro, mentre le persone guardano scioccate, con orrore e disgusto. Nelle scene successive queste ultime cominciano ad apprezzare l'esibizione culminando il tutto con una festa. Anche Morello appare nel video, vestendo i panni di una guardia di sicurezza.

## Tracce
Testi e musiche di Damiano David, Victoria De Angelis, Thomas Raggi, Ethan Torchio, Madison Love e Joseph Janiak.
1. Gossip (feat. Tom Morello) – 2:48

## Classifiche

### Classifiche settimanali
| Classifica (2023)                | Posizione massima |
| -------------------------------- | ----------------- |
| Austria                          | 62                |
| Bielorussia                      | 7                 |
| Canada (rock)                    | 6                 |
| Estonia                          | 46                |
| Grecia                           | 36                |
| Italia                           | 24                |
| Kazakistan                       | 20                |
| Lettonia                         | 6                 |
| Lituania                         | 6                 |
| Paesi Bassi                      | 86                |
| Polonia                          | 11                |
| Portogallo                       | 177               |
| Repubblica Ceca                  | 38                |
| Russia                           | 12                |
| Slovacchia                       | 33                |
| Stati Uniti (hard rock)          | 5                 |
| Stati Uniti (rock & alternative) | 42                |
| Svizzera                         | 61                |
| Ungheria                         | 33                |

### Classifiche di fine anno
| Classifica (2023) | Posizione |
| ----------------- | --------- |
| Bielorussia       | 37        |
| Estonia           | 185       |
| Kazakistan        | 76        |
| Polonia           | 45        |
| Russia            | 25        |

## Riconoscimenti
Videoclip Italia Awards
- 2024 – Miglior videoclip rock[40]
- 2024 – Miglior make-up & hair
- 2024 – Candidatura al migliore montaggio
- 2024 – Candidatura al miglior styling